# Hättorna (Kumlinge, Åland)
Hättorna med Storklobben är en ö i Åland (Finland). Den ligger i Skärgårdshavet och i kommunen Kumlinge i landskapet Åland, i den sydvästra delen av landet. Ön ligger omkring 44 kilometer öster om Mariehamn och omkring 230 kilometer väster om Helsingfors.
Öns area är 1,06 kvadratkilometer och dess största längd är 1,4 kilometer i nord-sydlig riktning.

## Sammansmälta delöar
- Hättorna 60°10′15″N 20°43′57″Ö / 60.17096°N 20.73247°Ö
- Storklobben 60°10′20″N 20°42′56″Ö / 60.1722°N 20.71567°Ö